# Wohnturm Hofgut Lehmen

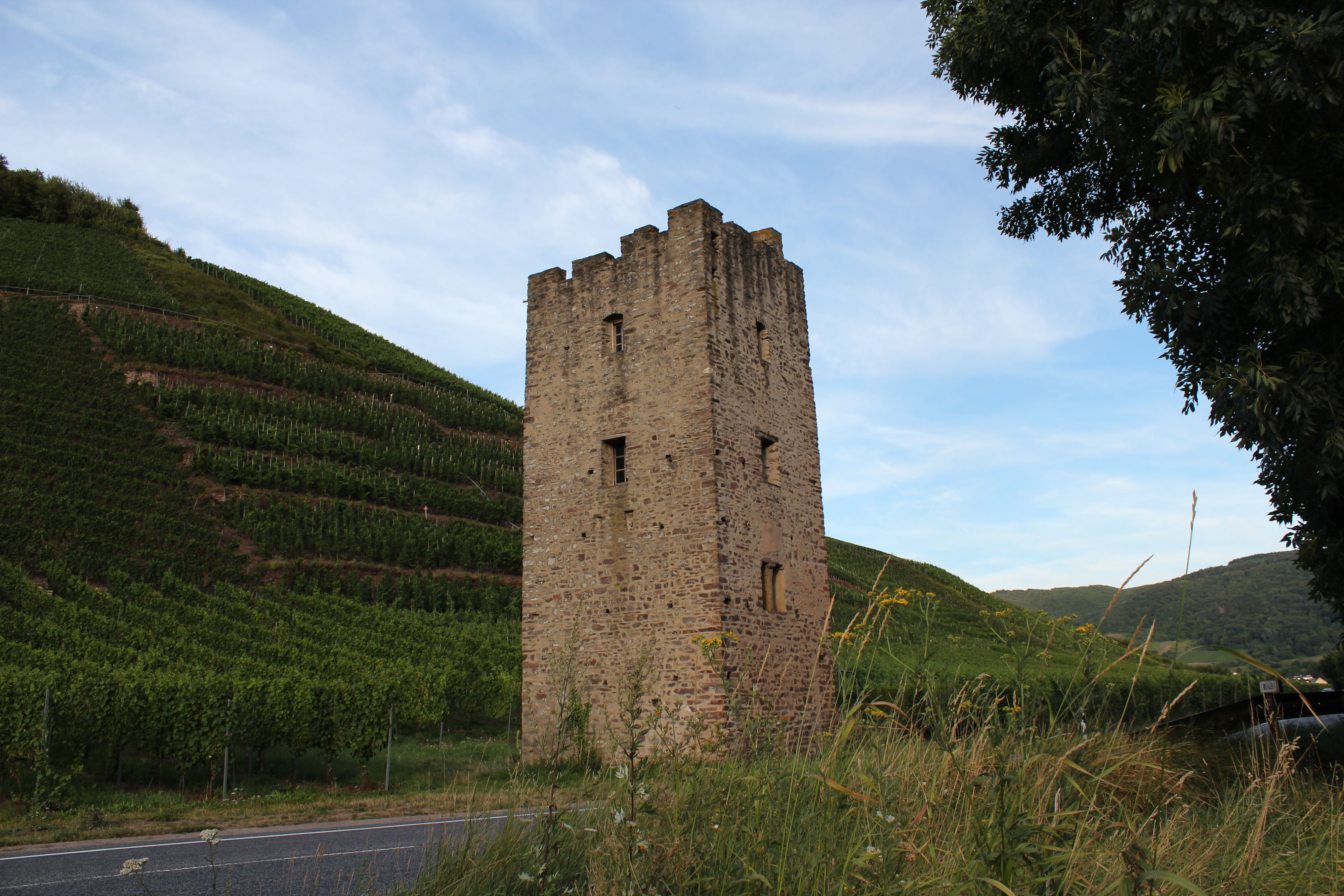
Wohnturm Lehmen in Ediger-Eller an der Mosel

Der Wohnturm Hofgut Lehmen (auch: Wohnturm Lehmer Hof oder Wohnturm Lehmen; im Ortsdialekt Leemạ Thǫn [̍leː.mɐ̆.̍tʰɔnː]) ist ein romanischer Wohnturm im Tal der Mosel in der Gemeinde Ediger-Eller, die zur Verbandsgemeinde Cochem im Landkreis Cochem-Zell in Rheinland-Pfalz gehört.

## Lage
Der Wohnturm Lehmen steht in der Gemarkung des Ortsteils Ediger inmitten der Weinlage Ediger Elzhofberg und befindet sich zwei Kilometer südöstlich des Ortskerns von Ediger und einen Kilometer vor der flussabwärts nächsten Ortschaft, Nehren. Der Turm steht auf der linken Seite der Mosel direkt an der Bundesstraße 49 zwischen der Straße und den Weinbergen am Cochemer Krampen. In unmittelbarer Nähe des Turms befinden sich das Römergrab von Nehren, eine Grabanlage aus dem 3. bis 4. Jahrhundert n. Chr. Direkt neben dem Wohnturm befindet sich die Grand Cru Weinlage Ediger Elzhofberg.

## Geschichte und Beschreibung
Das genaue Erbauungsdatum des Turms ist nicht bekannt. Die Herren von Lehmen werden erstmals 1227 genannt. Der Turm wird zum ersten Mal 1245 urkundlich erwähnt und stammt wohl aus der ersten Hälfte des 13. Jahrhunderts. Nach dendrochronologischen Untersuchungen der Balken des heute als Baudenkmal geschützten Turms wird die Fällung der verwendeten Bäume auf die Jahre 1233/34 datiert, so dass der Turm wohl zu dieser Zeit oder kurz danach errichtet wurde.
Das Rittergeschlecht von Lehmen stellte Generale und Oberste unter Kaiser Sigismund von Luxemburg und unter den Herzögen von Lothringen. Es starb im 17. Jahrhundert in männlicher Linie aus. Beerbt wurde es von dem Geschlecht de Roben. Diese hatten ihr Stammhaus Burg Krickelshausen in Lontzen, heute in der belgischen Provinz Lüttich gelegen. 1791 gehörte das ‚Gut zu Leimen‘ dem Marquis de Roben, einem spanischen Brigadegeneral. An der kleinen Burganlage befanden sich eine Siedlung und eine Kapelle. Ursprünglich Hauskapelle der Herrschaft von Lehmen, wurde sie später öffentlich genutzt und mit vielen Stiftungen bedacht. Etwa 1801 wurde die Hofanlage von den de Robens aufgegeben. In der Siedlung Lehmen lebten einst 14 Familien, 1827 waren es nur noch 26 Personen, und die letzten zogen gegen Ende des 19. Jahrhunderts nach Ediger. Der Hochaltar der Kapelle wurde später in die Kreuzkapelle oberhalb Ediger überführt.
Der Turm ist (neben geringen Mauerresten) der letzte steinerne Zeuge des „Hofguts Lehmen“. In den Jahren 1986/87 wurde der Turm von der Ortsgemeinde Ediger-Eller restauriert. Im ersten Obergeschoss befindet sich der Eingang, zu dem heute eine bei der Rekonstruktion neu erbaute hölzerne Treppenanlage mit Vordach führt.
Der Turm besitzt viereinhalb Etagen, wobei die oberste mit einem Zinnenkranz versehen ist. Er ist aus den vor Ort vorkommenden Schieferbruchsteinen errichtet, ist unverputzt und hat heute eine Höhe von etwa 16 Metern. Er besitzt einen heute noch vorhandenen Kaminschacht und konnte somit beheizt werden, sodass er nicht nur der Verteidigung diente, sondern auch bewohnt werden konnte.
Der Wohnturm kann nur von außen besichtigt und nicht bestiegen werden.